# Lunar: Eternal Blue
Lunar: Eternal Blue (Japans: ルナ エターナルブルー Romaji: Runa Etānaru Burū) is een rollenspel in de Lunar-spelserie voor de Sega Mega-CD. Het spel kwam uit in Japan eind 1994, en werd vertaald naar het Engels en uitgebracht het daarop volgende jaar.
Het spel werd in 1998 uitgebracht voor de Sega Saturn als een herziene versie, genaamd Lunar 2: Eternal Blue Complete.

## Spel
Lunar: Eternal Blue is een rollenspel waarin de speler door dorpen, velden en moeilijk begaanbare plaatsen moet bewegen om verder te komen in het spel. Tussentijds worden er korte videofragmenten afgespeeld om de verhaallijn duidelijk te maken. De voortgang kan worden opgeslagen in het interne geheugen van de Mega-CD, of op een aparte cartridge. Nieuw is dat de spelvoortgang overal kan worden opgeslagen, maar dit kost de speler magiepunten.
Tijdens het reizen in de spelwereld komen spelers willekeurig in gevecht met vijanden. Gevechtsituaties gebruiken een systeem waarbij elke partij beurtelings een instructie kan geven, zoals aanval of vlucht, totdat het gevecht is afgelopen.
Eternal Blue breidt het verhaal uit van zijn voorganger, en maakt beter gebruik van de hardware van de Mega-CD, zoals gedetailleerde beelden, langere animaties, en een zeer uitgebreide toevoeging van stemfragmenten. Daarnaast werden er in de Engelse versie komische passages en referenties naar de toenmalige pop-cultuur toegevoegd.

### Plot
Het spel speelt zich duizend jaar later af na de gebeurtenissen in The Silver Star. Het verhaal volgt de avonturen van Hiro, een jonge avonturier, die Lucia ontmoet. Ze raken verwikkeld in een missie om de slechterik Zophar te stoppen. Tijdens het avontuur worden Hiro en Lucia vergezeld door een groep die hen helpt in de strijd.

### Karakters
De karakters werden ontworpen door Toshiyuki Kubooka, en zijn:
- Hiro - een jonge man en aspirant ontdekker, behendig met een zwaard en boemerangs.
- Ruby - een roze gevleugeld katachtig wezen met een oogje op Hiro.
- Gwyn - Hiro's aangenomen grootvader, is een archeoloog.
- Lucia - een mysterieus en zacht-sprekend meisje van de Blue Star, ze is behendig met magie en onbekend met algemeen gebruik.
- Ronfar - een geworden priester met een gokverleden, heeft helende vaardigheden.
- Lemina - inhalige erfgename met een hoofdpositie van het hoogste magie gilde.
- Jean - een reizende danser met een verborgen verleden als gevangene die vechtsport tegen onschuldige mensen moest gebruiken.
- Leo - kapitein van de wacht Althena en dienaar van de godin.
- Ghaleon - de slechterik gedood in het vorige spel, de huidige Drakenmeester, Althena's kampioen, en zogenaamde beschermer van de wereld. Zijn laatste einde toont zijn spijt voor de slechte daden.
- Zophar - de hoofdslechterik in het spel, een langdurig sluimerend kwaad die probeert om de wereld te vernietigen en te schapen naar zijn hand. Zophar's stem is meermaals te horen, maar zijn gezicht wordt pas in het laatste gevecht bekendgemaakt.

## Ontvangst
Lunar: Eternal Blue verkocht redelijk goed in Japan, ondanks een verkoopprijs van rond de 100 dollar. Het spel verkocht minder goed dan zijn voorganger, Lunar: The Silver Star, maar werd uiteindelijk het tweede bestverkochte spel voor de Mega-CD in Japan.
Het spel ontving een score van 75% in het Japanse tijdschrift Megadrive Beep!.

## Platforms
| Jaar | Platform            | Titel                          | Opmerking           |
| ---- | ------------------- | ------------------------------ | ------------------- |
| 1993 | Mega-CD             | Lunar: Eternal Blue            | oorspronkelijk spel |
| 1998 | Saturn, PlayStation | Lunar 2: Eternal Blue Complete | remake              |

## Lunar 2: Eternal Blue Complete
Het spel Lunar 2: Eternal Blue Complete is een remake van het oorspronkelijke spel uit 1994 en verscheen in Japan voor de Sega Saturn in juli 1998. Het spel werd een jaar later ook geporteerd naar de PlayStation. Een Engelstalige versie verscheen in 2000 voor de Noord-Amerikaanse markt. Lunar 2: Eternal Blue Complete is uitgegeven door Kadokawa Shoten en Entertainment Software Publishing.
Het spel kreeg verbeterde graphics en vele cutscenes zijn langer gemaakt. Ook zijn enkele kerkers vervangen en vereenvoudigd ten opzichte van het origineel. Meerdere eindbazen hebben een vernieuwd visueel ontwerp. Een belangrijke verandering in de remake is dat er niet langer willekeurige gevechten aanwezig zijn. Vijanden zijn nu zichtbaar en kunnen ontweken worden.